# Upside Down (canción de Paloma Faith)
«Upside Down» es una sencillo de la cantante británica Paloma Faith contenido en su álbum debut Do You Want the Truth or Something Beautiful?, cuyo lanzamiento fue el 15 de febrero de 2010 bajo el sello discográfico Epic Records en el Reino Unido. La canción fue escrita por Faith, Andrew Nicholas Love, Jos Hatvig Jorgensen y Belle Sara Humble, y producido por Love en conjunto con Jorgensen. El sencillo alcanzó el puesto #55 en el UK Singles Chart y recibió críticas mixtas. Adicionalmente, se grabó un video para promocionar la canción, dirigido por Chris Sweeney, quien previamente había dirigido el video de su tercer sencillo, «Do You Want the Truth or Something Beautiful?».

## Lanzamiento
Faith realizó una presentación de «Upside Down» en BBC Radio 2 de Simon Mayo el 2 de enero de 2010 y se convirtió en la «Canción de la Semana» de Scott Mills en BBC Radio 1. Posteriormente, la canción fue publicada como sencillo el 15 de marzo de ese mismo año bajo la compañía Epic Records. El lanzamiento de ello fue acompañado por la canción (denominado B-side) «Technicolour».

## Videoclip
El video, dirigido por Chris Sweeney, fue descrito por Faith como «una especie de video tipo Kelis/André 3000». Ryan Brockington de New York Post llamó al video «increíble», pero añadió «ver si lentamente caminas hacia atrás buscando ciegamente una salida». Un compositor de Sugarscape lo llamó «el video más radiante en toda la tierra».

## Lista de canciones
- Descarga digital[7]

1. «Upside Down» – 3:11
2. «Technicolour» – 3:00

- EP digital[8]

1. «Upside Down» – 3:11
2. «Upside Down» (Cahill Club Remix) – 6:10
3. «Upside Down» (Widower Remix) – 4:53
4. «Upside Down» (DC Breaks Remix) – 6:57

## Créditos y personal
Créditos adaptados desde la información contenida en el álbum Do You Want the Truth or Something Beautiful?.
- Paloma Faith – voz principal, compositora
- Andrew Nicholas Love – escritor
- Jos Hartvig Jorgensen – escritor
- Belle Sara Humble – escritor
- Andy Love – productor, programador de teclado
- Jos Jorgensen – productor, programador de guitarra

- Steve Fitzmaurice – mezclador de audio
- Jay Reynolds - producción adicional
- Jamie Reddington - producción adicional
- Matthew Waer - contrabajo
- Ruthie Phoenix - saxofón
- Linden Berelowitz - batería[10]

## Charts
| Chart (2010)                         | Máxima posición |
| ------------------------------------ | --------------- |
| Islandia (RÚV)                       | 20              |
| UK Singles (Official Charts Company) | 55              |

## Historial de lanzamiento
| País        | Fecha               |
| ----------- | ------------------- |
| Reino Unido | 15 de marzo de 2010 |